# Região Censitária de Petersburg
A Região Censitária de Petersburg é uma das 11 regiões localizada no estado americano do Alasca que faz parte do Distrito não-organizado, portanto  não possui o poder de fornecer certos serviços públicos aos seus habitantes, que são fornecidos por distritos organizados e por condados. Como tal, não possui sede de distrito. Possui uma área de 23,365 km². A principal cidade é Petersburg. A população era de 6,684 no censo de 2000, quando ainda se chamava Região Censitária de Wrangell-Petersburg. O nome foi trocado em 1º de Junho de 2008, quando Wrangell, antiga parte da região, foi incorporada como uma cidade-distrito. Com a divisão por parte de Wrangell, a única cidade com uma população significativa, além de Petersburg, é Kake.